# Fluorescence induite par laser
La fluorescence induite par laser est une méthode de diagnostic laser utilisée principalement pour la caractérisation d'écoulements fluides. On l'utilise également en chimie analytique pour le dosage des traces. L'avantage principal réside dans le fait qu'il s'agisse d'une méthode non intrusive, ce qui fait qu'elle est souvent employée pour la recherche en combustion pour la mesure de champs de température dans une flamme ou dans des gouttelettes de combustible.
Outre un volume de mesure réduit (quelques {\displaystyle \mu m^{3}}), cette technique dispose d'une résolution temporelle importante et d'une excellente cohérence spatiale. Elle reste néanmoins d'une grande technicité et chère à mettre en œuvre.

## Principe physique
La fluorescence induite par laser consiste en l'émission spontanée de photons par les molécules d'un traceur, à la suite de l'absorption d'un rayonnement laser accordé sur une transition de l'espèce sondée. Le principe de Franck-Condon illustrant le décalage en longueur d'onde des intensités d'absorption et de fluorescence permet dans la pratique de séparer le rayonnement excitateur du rayonnement réémis.

## Ensemencement
Un traceur fluorescent est utilisé pour absorber la lumière du laser et la réémettre vers un collecteur. Dans le cas de mesure de champs de température, l'utilisation la plus courante est celle d'un colorant organique ayant la particularité d'avoir une intensité de fluorescence dépendante de la température comme la rhodamine B.

## Acquisition du signal
À la sortie du collecteur, un filtre optique permet d'éliminer la longueur d'onde émise par le laser. L'intensité fluorescente résultante dépendante de la longueur d'onde est donnée par la relation :
{\displaystyle I_{f}(\lambda )=K_{opt}(\lambda )\cdot K_{spec}(\lambda )\cdot V\cdot I_{0}\cdot C\cdot \mathrm {e} ^{\frac {\beta (\lambda )}{T}}}

Avec :
- {\displaystyle K_{opt}~(\lambda )}, une constante optique,
- {\displaystyle K_{spec}~(\lambda )}, une constante dépendante des propriétés spectroscopiques du traceur fluorescent dans le solvant,
- {\displaystyle V}, le volume de détection,
- {\displaystyle I_{0}},l'intensité du laser,
- {\displaystyle C}, la concentration moléculaire en traceur,
- {\displaystyle T}, la température,
- le terme {\displaystyle \beta ~(\lambda )} comportant la dépendance en température de l'intensité de fluorescence à la longueur d'onde {\displaystyle \lambda }.

La stratégie de mesure est fondée sur la détection de la fluorescence sur deux bandes spectrales distinctes. Ce procédé permet de s'affranchir de la dépendance du signal au volume de mesure et à la concentration en traceur. En effet, ces deux termes varient en fonction des paramètres inhérents à la mesure.

Un séparateur de faisceau donne accès à deux bandes spectrales. L'intégration sur l'ensemble d'une bande (entre les deux extrémités 1 et 2) permet de calculer l'intensité de fluorescence {\displaystyle I_{f}} :
Pour la bande spectrale i,
{\displaystyle I_{fi}=\int _{\lambda i_{1}}^{\lambda i_{2}}I_{f}(\lambda )d\lambda }

{\displaystyle I_{fi}=\int _{\lambda i_{1}}^{\lambda i_{2}}K_{opt}(\lambda )\cdot K_{spec}(\lambda )\cdot V\cdot I_{0}\cdot C\cdot \mathrm {e} ^{\frac {\beta (\lambda )}{T}}d\lambda }

{\displaystyle I_{fi}=K_{opt(i)}\cdot K_{spec(i)}\cdot V\cdot I_{0}\cdot C\cdot \mathrm {e} ^{{\frac {a_{i}}{T^{2}}}+{\frac {b_{i}}{T}}}}

Pour la bande spectrale j,
{\displaystyle I_{fj}=\int _{\lambda j_{1}}^{\lambda j_{2}}I_{f}(\lambda )d\lambda }

{\displaystyle I_{fj}=\int _{\lambda j_{1}}^{\lambda j_{2}}K_{opt}(\lambda )\cdot K_{spec}(\lambda )\cdot V\cdot I_{0}\cdot C\cdot \mathrm {e} ^{\frac {\beta (\lambda )}{T}}d\lambda }

{\displaystyle I_{fj}=K_{opt(j)}\cdot K_{spec(j)}\cdot V\cdot I_{0}\cdot C\cdot \mathrm {e} ^{{\frac {a_{j}}{T^{2}}}+{\frac {b_{j}}{T}}}}
Le rapport des intensités fluorescentes des deux bandes spectrales est donné par :
{\displaystyle R_{f}={\frac {I_{fi}}{I_{fj}}}={\frac {K_{opt(i)}}{K_{opt(j)}}}\cdot {\frac {K_{spec(i)}}{K_{spec(j)}}}\cdot \mathrm {e} ^{{\frac {a_{i}-a_{j}}{T^{2}}}+{\frac {b_{i}-b_{j}}{T}}}}
Avec :
- {\displaystyle K_{opt}} et {\displaystyle K_{spec}}, les constantes optique et spectroscopique liées aux bandes spectrales,
- {\displaystyle a} et {\displaystyle b}, les coefficients de sensibilité de température pour chaque bande spectrale.

Il est intéressant de remarquer que ce rapport est totalement indépendant des volumes d'excitation et de détection. Il est également possible d'utiliser un terme dans l'exponentielle en {\displaystyle {\frac {1}{T}}} à la place du terme en {\displaystyle {\frac {1}{T^{2}}}}. Le choix permet d'affiner la dépendance en température dans le calcul des intensités fluorescentes.